# Alopia zagani
Alopia zagani is een slakkensoort uit de familie van de Clausiliidae. De wetenschappelijke naam van de soort is voor het eerst geldig gepubliceerd in 1969 door Szekeres.